# کافی بنی
کافی بنی (انگلیسی: Caffe Bene) شرکت کافی‌شاپ‌های زنجیره‌ای کره‌ای است، که در سال ۲۰۰۸ تأسیس شد.